# Hochschule der Medien Stuttgart

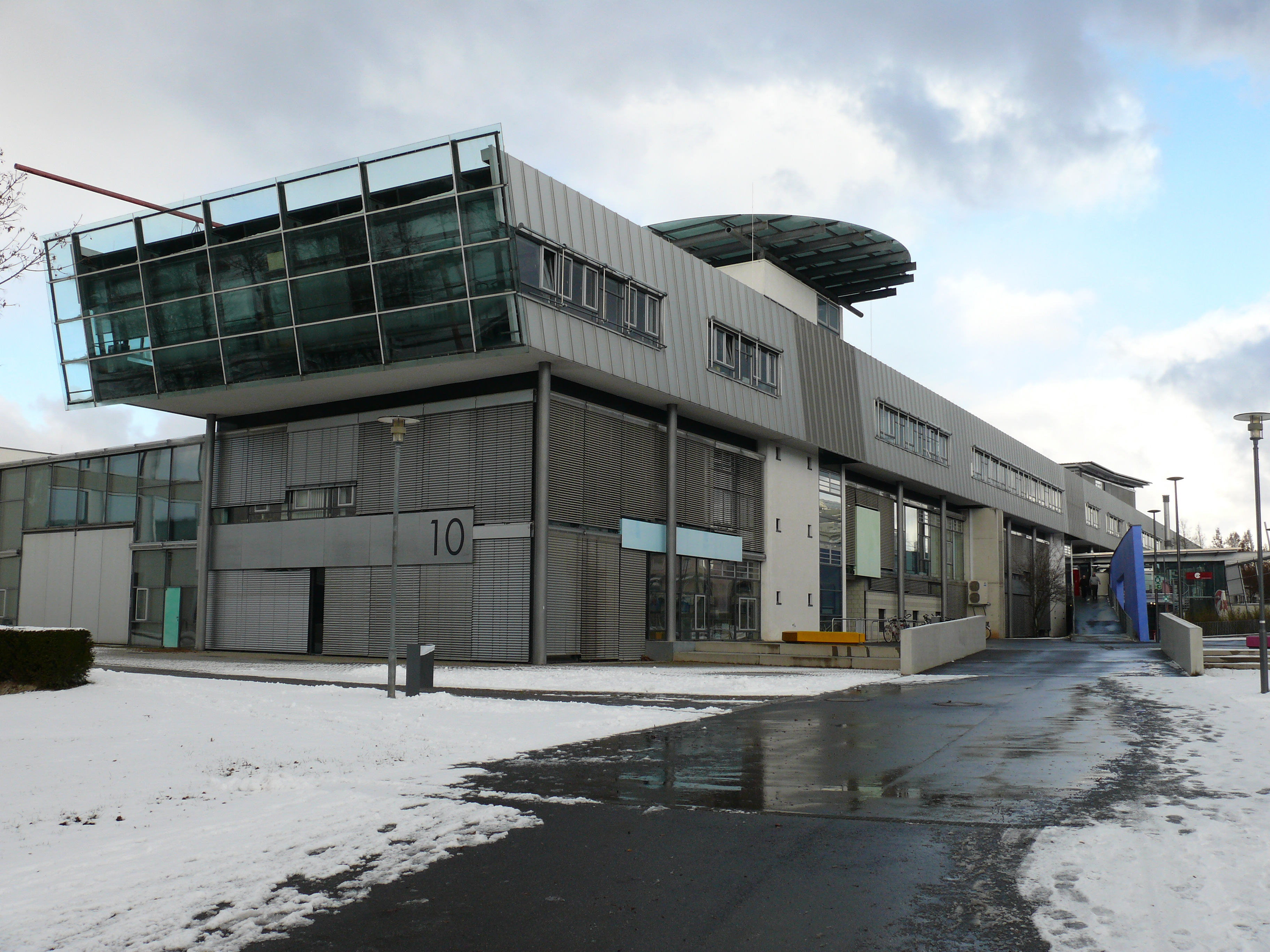
Hochschule der Medien

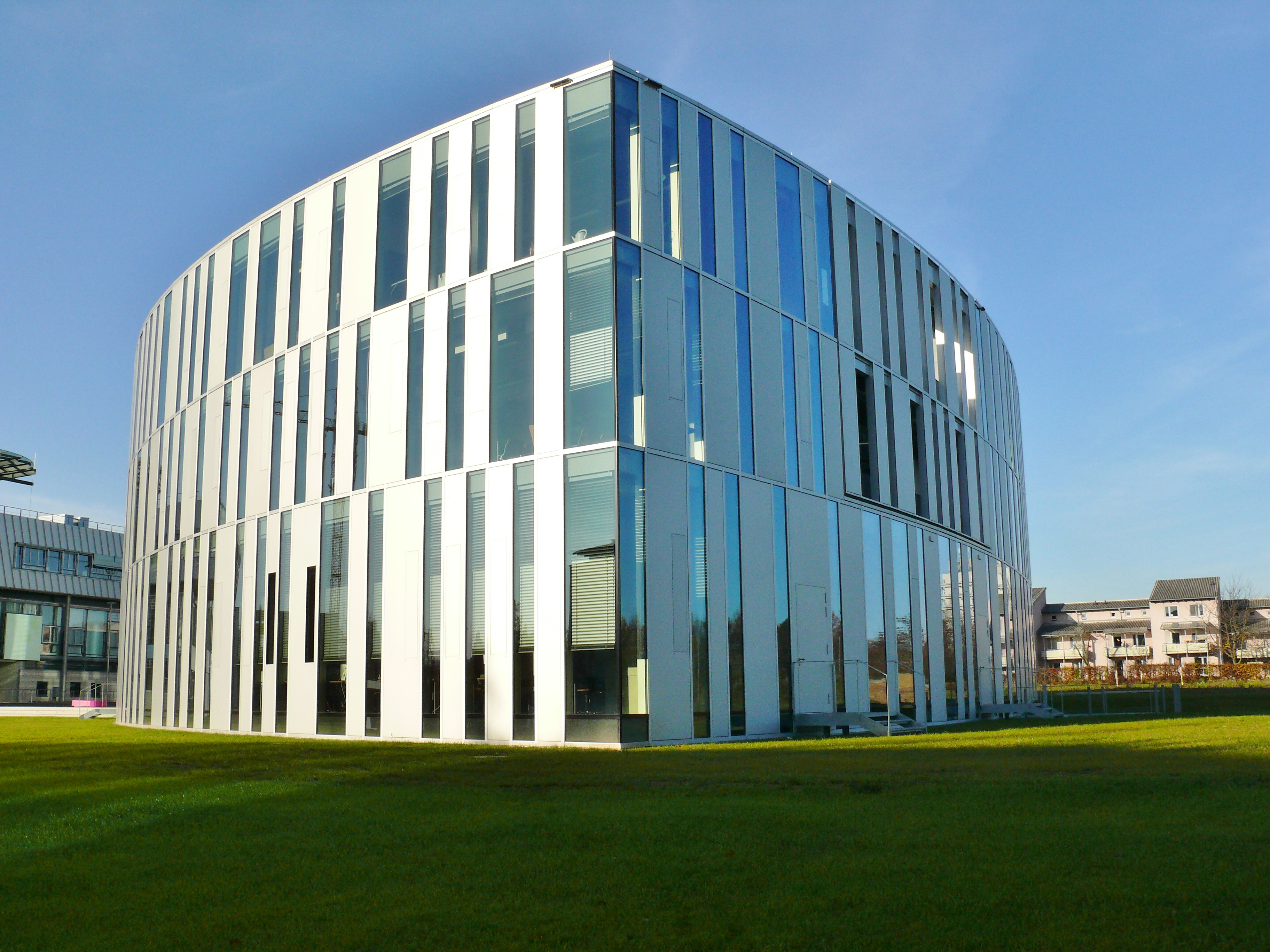
Fakultät Information und Kommunikation, Neubau von 2014

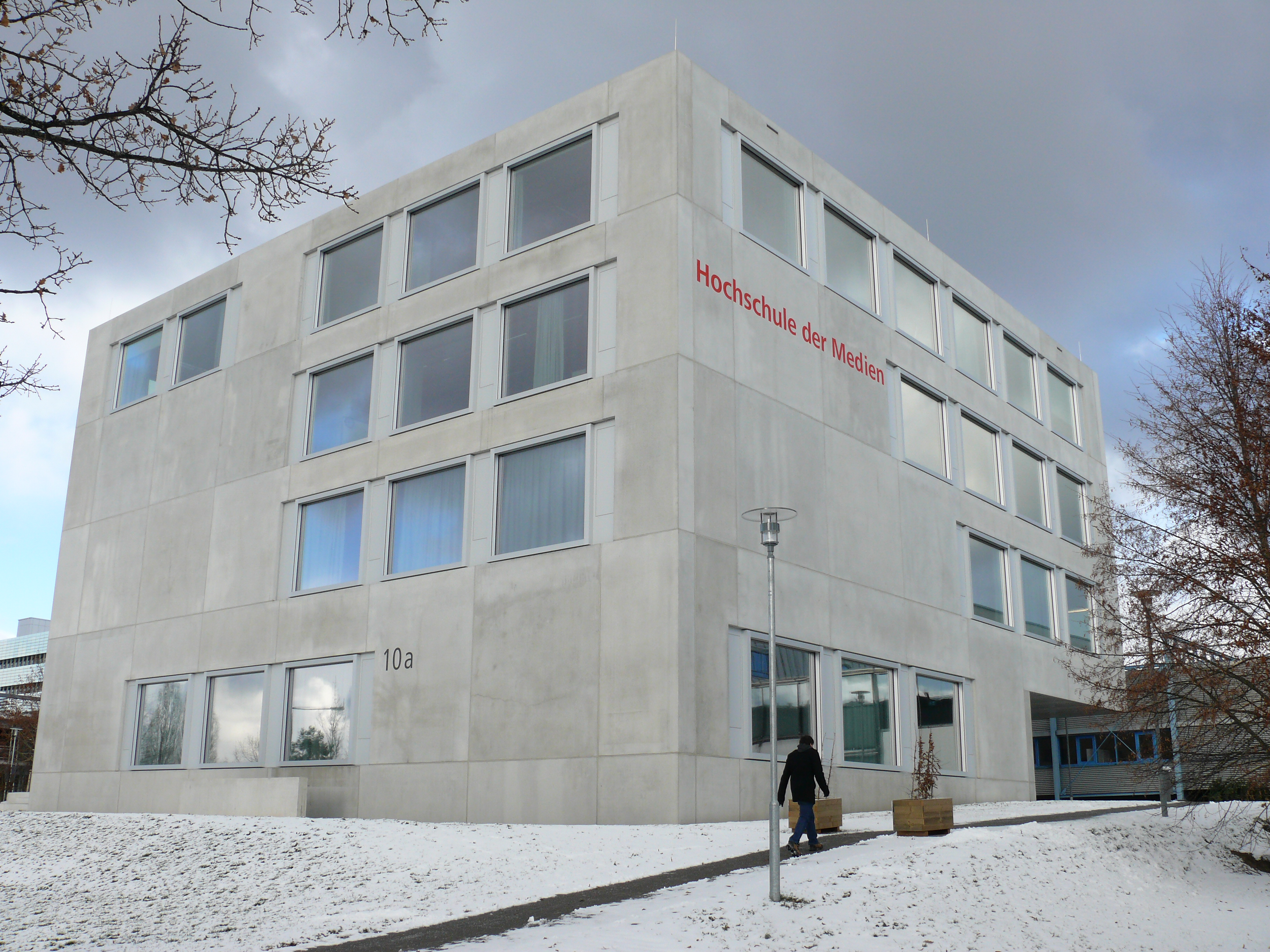
Erweiterung Süd, Neubau von 2016

Die Hochschule der Medien (HdM) ist eine staatliche Fachhochschule mit Sitz in Stuttgart. Sie ist Gründungsmitglied im 2022 errichteten Promotionsverband der Hochschulen für angewandte Wissenschaften Baden-Württemberg. Fast 30 akkreditierte Bachelor- und Masterstudiengänge stehen zur Auswahl: vom Druck über audiovisuelle Medien, Informationsmanagement und Informatik, Werbung oder Medienproduktion bis hin zur Medienwirtschaft und Verpackungstechnik.

## Geschichte
Die Hochschule entstand 2001 aus der Fusion der Hochschule für Druck und Medien (gegründet 1903) und der Hochschule für Bibliotheks- und Informationswesen (gegründet 1942). Gründungsrektor der Hochschule war Uwe Schlegel, der zuvor Rektor der Hochschule für Druck und Medien gewesen war.
Ende des Sommersemesters 2014 zog die Fakultät Information und Kommunikation der Hochschule auf den Forschungscampus Stuttgart-Vaihingen, in unmittelbarer Nähe der Universität Stuttgart. Bis dahin war sie in der Wolframstraße in Stuttgart-Nord, am heutigen Sitz der privaten VWA-Hochschule. Als eine der ersten Hochschulen im deutschsprachigen Raum bietet die HdM Studieninhalte zum E-Sport an.

## Profil
In allen Studiengängen wird nach eigenen Angaben durch Theorie und praxisnahe Projekte aktive Wissensvermittlung geboten. Medieninhalte, Technik und Wirtschaft würden miteinander verknüpft. Teamarbeit würde trainiert, konzeptionelles Denken würde geschult und die Organisation von Medientätigkeiten eingeübt.
Die Studieninhalte sind akkreditiert und werden  durch Qualitätssicherungsmaßnahmen überprüft und auf aktuelle Entwicklungen in den Medienbranchen abgestimmt. Ein praktisches Studiensemester zählt zum Bachelorstudium. In den Masterstudiengängen wird stärker das theoretische Fachwissen vermittelt, das  in Projektstunden auf seine Tauglichkeit hin überprüft wird. In Kooperation mit Partnerhochschulen besteht die Möglichkeit, an der HdM zu promovieren.

## Campus

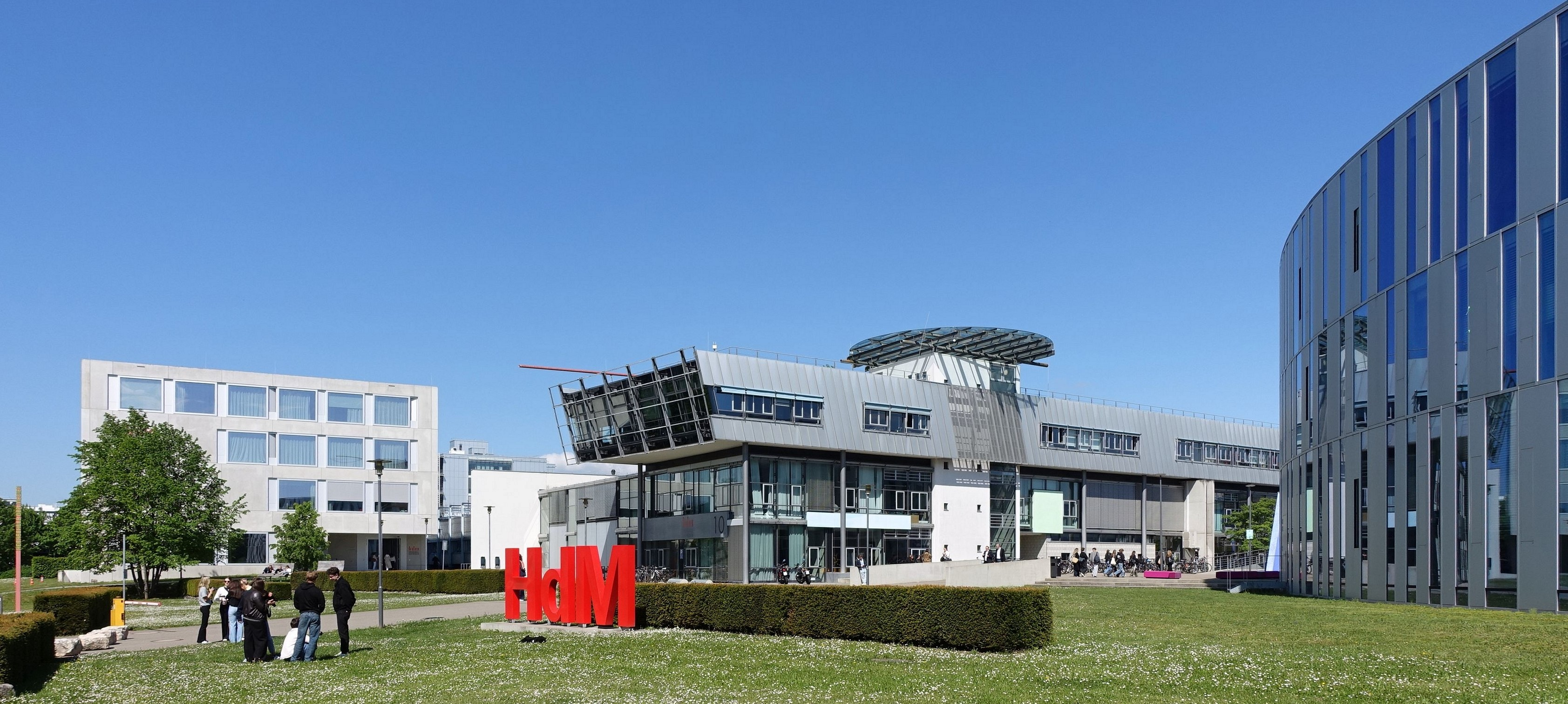
Campus der HdM (2025)
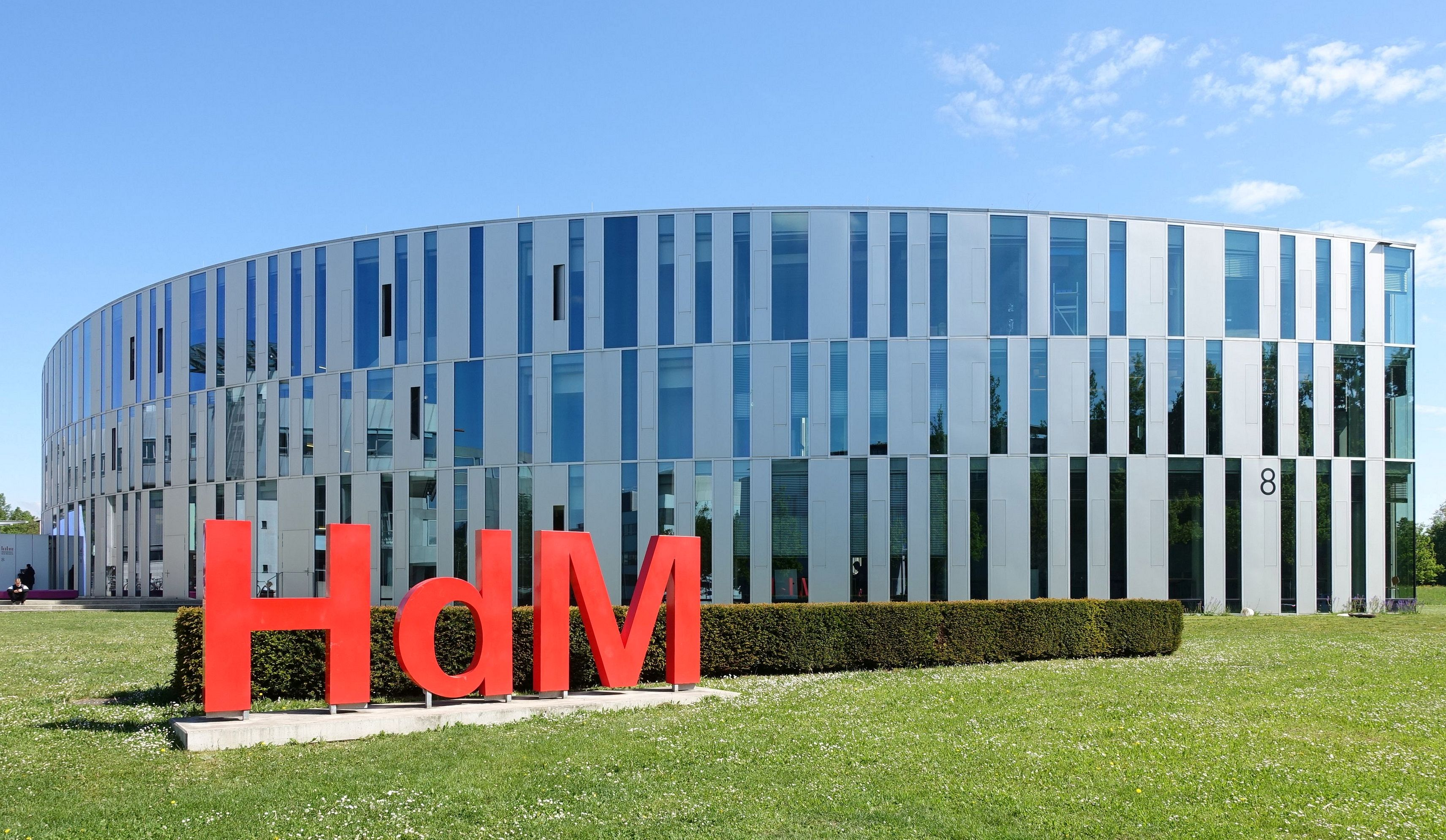
Akronym (2025)
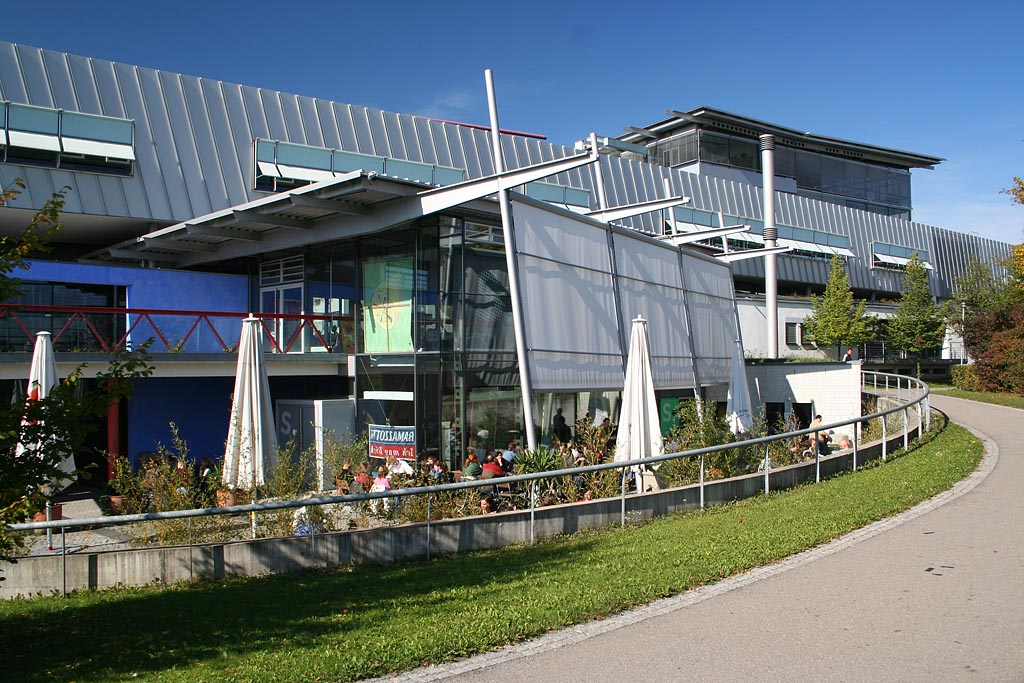
Nobelstr. 10, im Vordergrund die Cafeteria
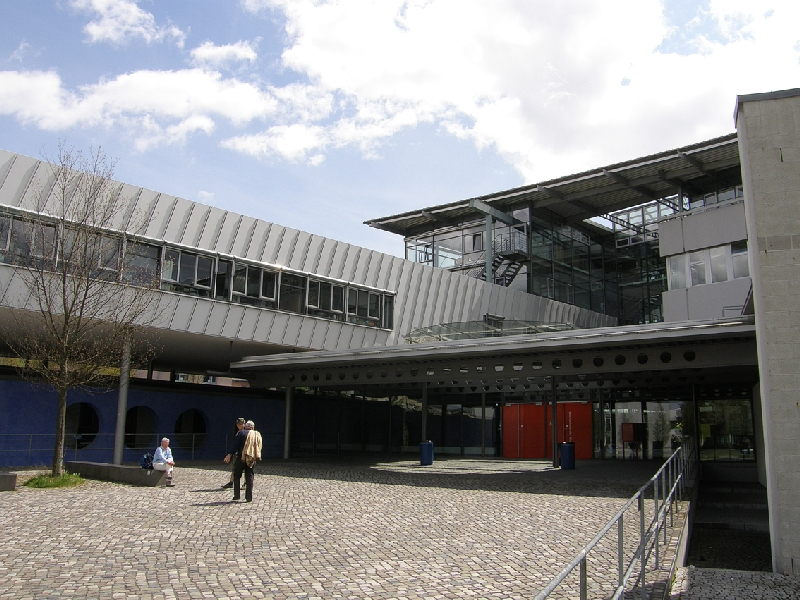
Nobelstr. 10 Haupteingang (Nordseite)
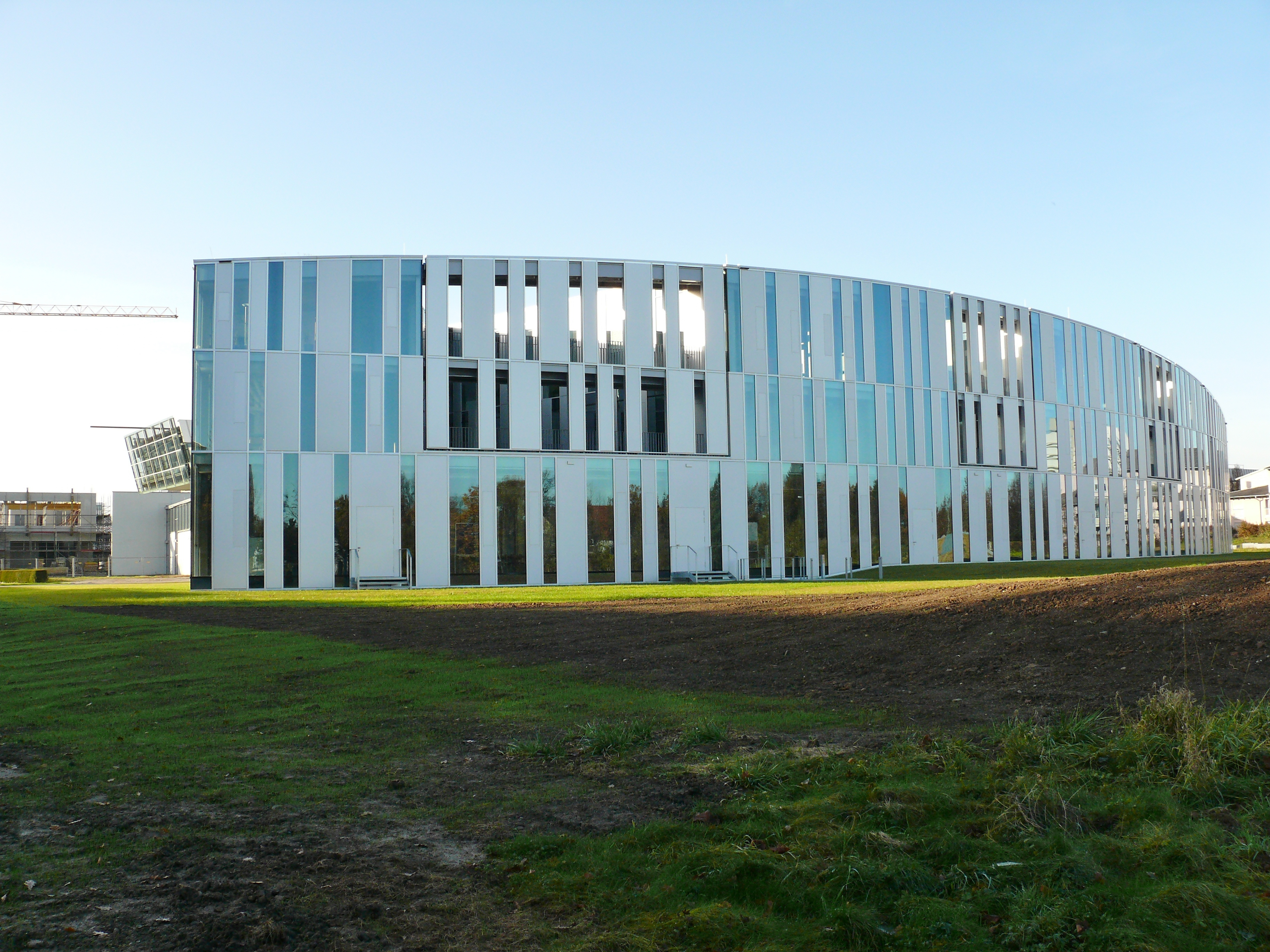
Nobelstr. 8 Fakultät Information und Kommunikation
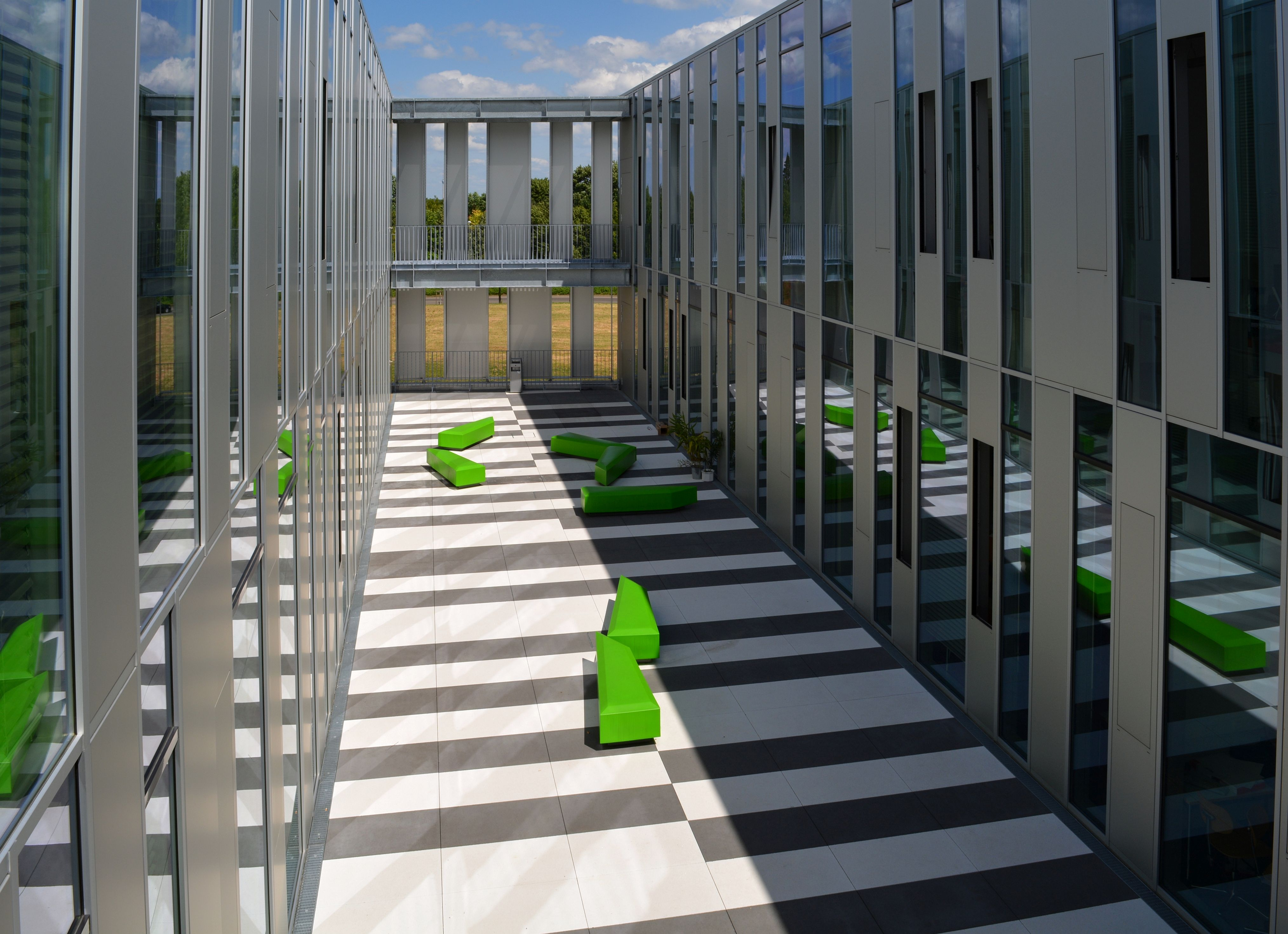
Nobelstr. 8 Innenhof
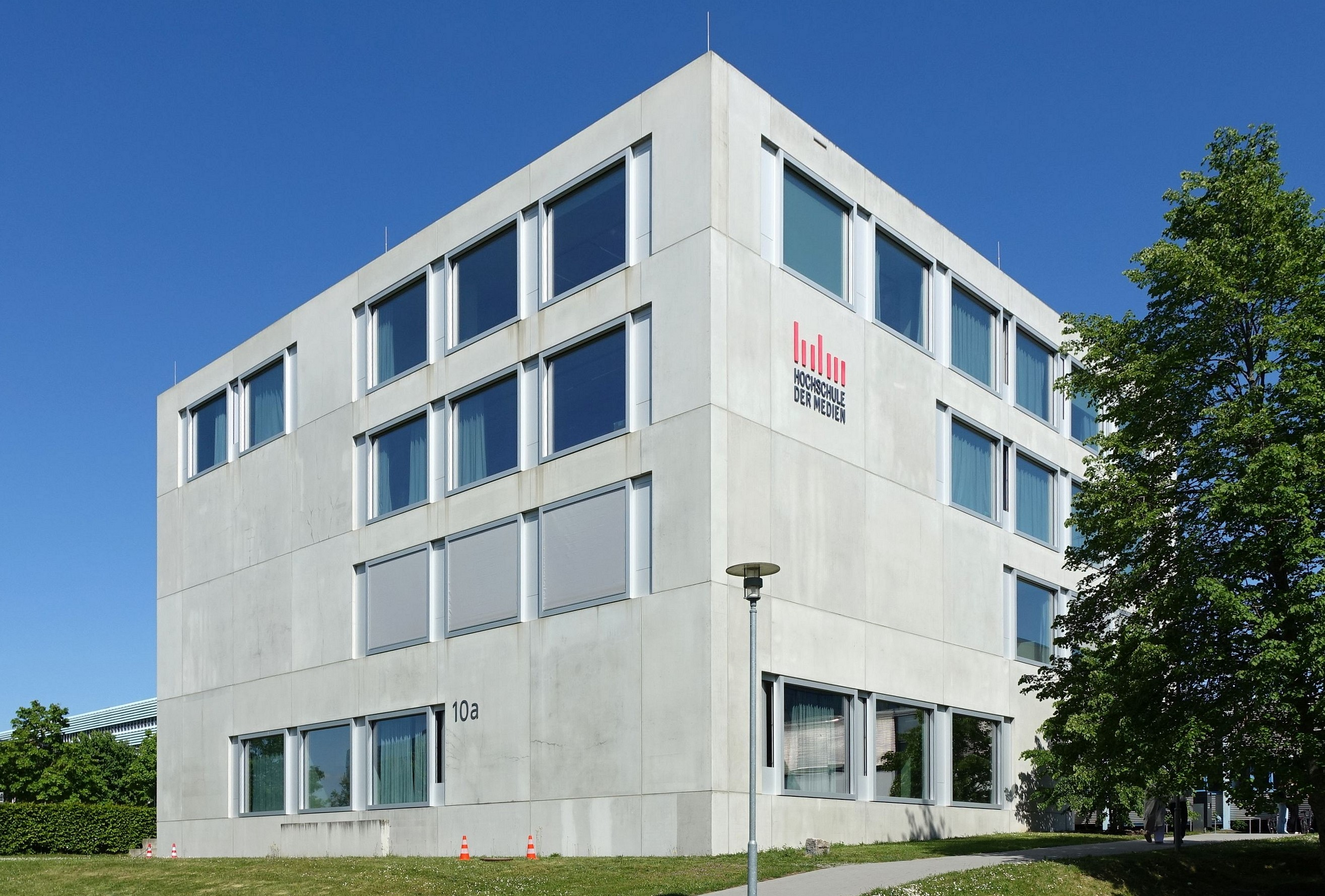
Nobelstr. 10a Erweiterung Süd (2025)
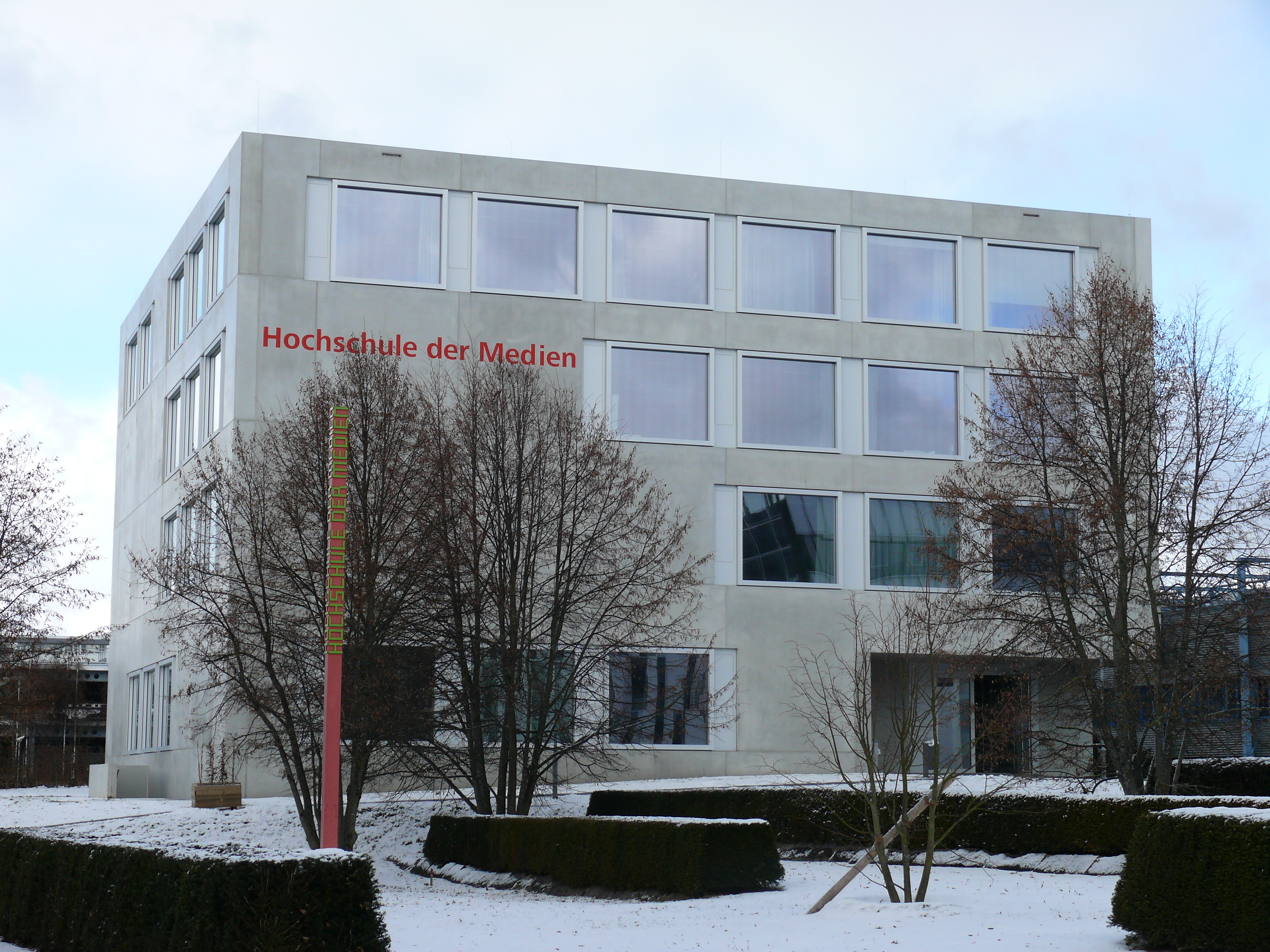
Nobelstr. 10a Erweiterung Süd
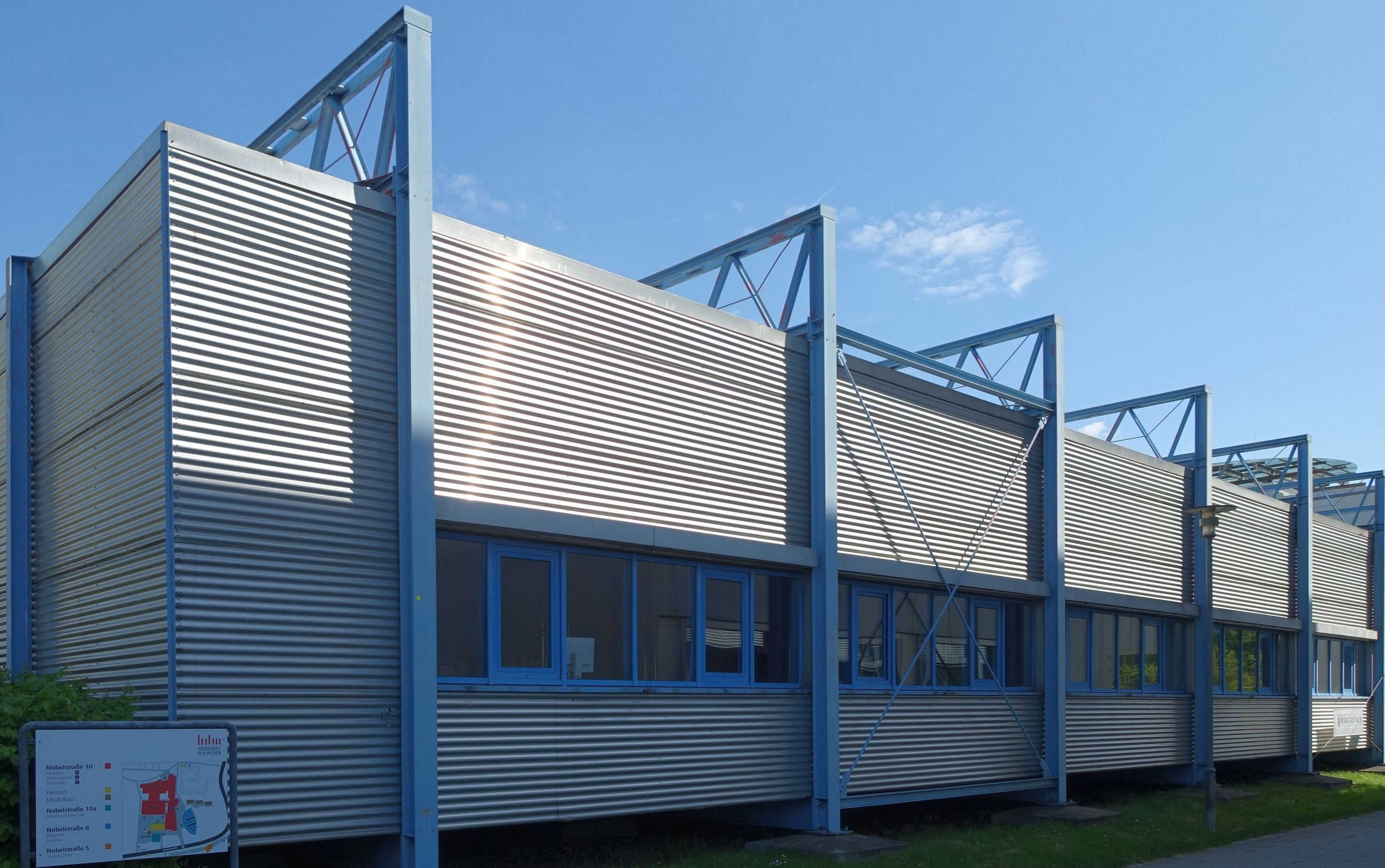
Nobelstr. 10 Pavillon (2025)
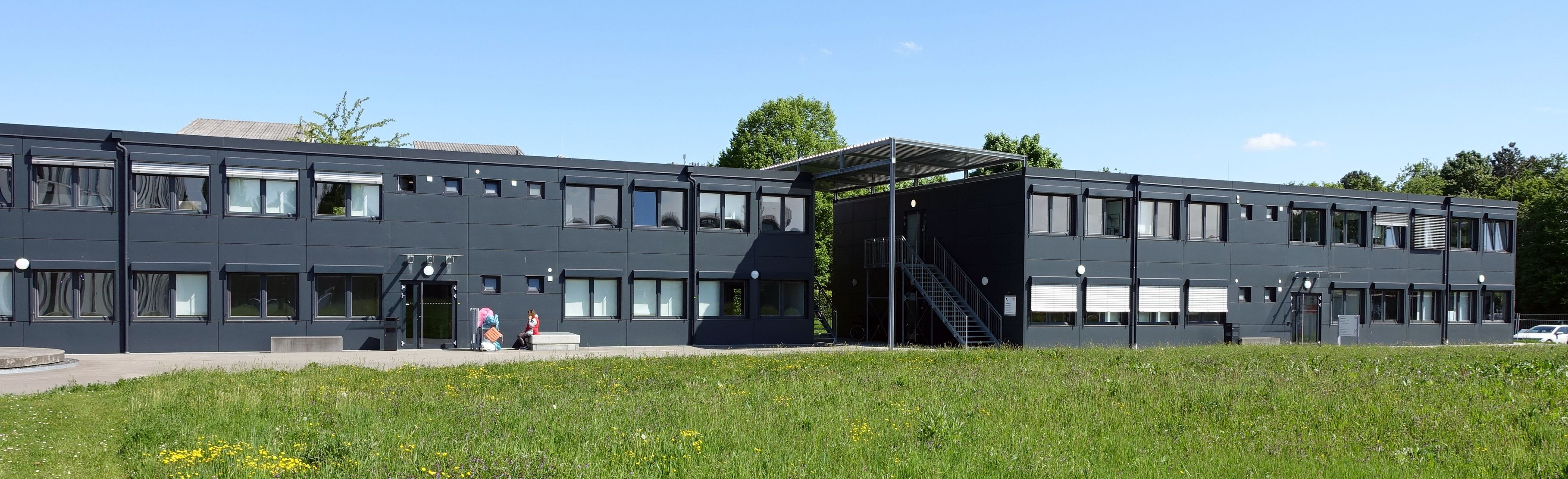
Nobelstr. 10 Modulbauten (2025)
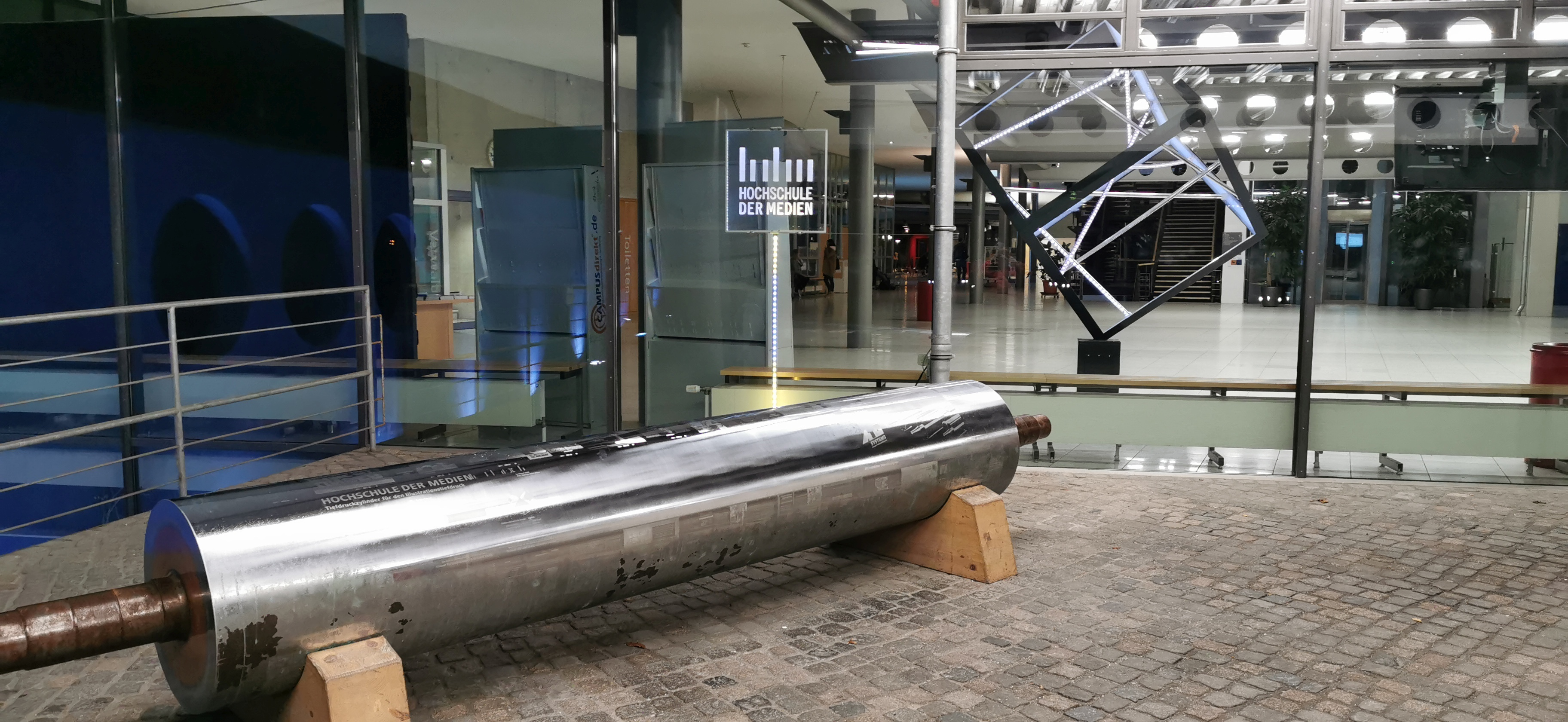
Haupteingang Nobelstraße auf der Nordseite mit dem Tiefdruckzylinder

## Hochschulinstitute
Das Institut für Angewandte Forschung bündelt seit 2005 die Forschungsaktivitäten der HdM an Themen aus unterschiedlichen Medienbereichen von der gedruckten Elektronik über digitale Medien bis zum Informationsdesign. Anlaufstelle für Studierende, die ein Unternehmen aufbauen und managen wollen, ist seit 2011 das Start-up Center. Die HdM ist Gründungsmitglied und der Sitz von HORADS, einem Campusradio in der Region Stuttgart/Ludwigsburg. Weitere Institute sind unter anderem:
- Institut für Angewandte Forschung
- Institut für angewandte Kindermedienforschung
- Institut für Angewandte Narrationsforschung (IANA)
- Institut für Creative Industries And Media Society (CREAM)
- Institut für Digitale Ethik (IDE)
- Institut für empirische Medien- und Kommunikationsforschung (IeMuK)
- Institut für Games
- Institut für Moderation
- Institut für qualitative Medien- und Innovationsforschung (IQ)
- Institut für Qualitätsmanagement und Organisationsentwicklung in Bibliotheken und Hochschulen (IQO)
- Institute for Applied Artificial Intelligence (IAAI)
- Institute for Cyber Security
- Institute for Mobility and Digital Innovation
- Sustainable Media Institute (SUMI)

## Studiengänge
Seit dem Wintersemester 2004 hat die HdM als eine der ersten Hochschulen Deutschlands im Rahmen des Bologna-Prozesses ihre Studiengänge auf Bachelor- bzw. Masterabschlüsse umgestellt. Zum Wintersemester 2011/2012 wurde das Bachelorstudium von sechs auf sieben Semester verlängert und der Master auf drei anstatt vier verkürzt. Aktuell existieren die Fakultäten Druck und Medien, Electronic Media sowie Information und Kommunikation.
Fakultät Druck und Medien
Bachelor:
- Deutsch-chinesische Medien und Technologie (B.Eng.)
- Integriertes Produktdesign (B.A.)
- Mediapublishing (B.A.)
- Medieninformatik (B.Sc.)
- Mobile Medien (B.Sc.)
- Print Media Technologies (B.Eng.)
- Verpackungstechnik (B.Eng.)
- Wirtschaftsingenieurwesen Medien (B.Sc.)

Master:
- Computer Science and Media (M.Sc.)
- Crossmedia Publishing & Management (M.A.)
- Digital Design (M.A.)
- Packaging Development Management (M.Sc.)

Fakultät Electronic Media
Bachelor:
- Audiovisuelle Medien (B.Eng.)
- Crossmedia-Redaktion (B.A.)
- Public Relations (B.A.)
- Digital- und Medienwirtschaft (B.A.)
- Integriertes Produktdesign (B.A.)
- Medien- und Wirtschaftspsychologie (B.Sc.)
- Werbung und Marktkommunikation (B.A.)

Master:
- Audiovisual Media Creation and Technology (M.Sc.)
- Master of Media Research (M.A.)
- Medienmanagement (M.A.)
- Unternehmenskommunikation (M.A.)

Fakultät Information und Kommunikation
Bachelor:
- Bibliothek und digitale Information (B.A.)
- Informationsdesign (B.A.)
- Online-Medien-Management (B.A.)
- Wirtschaftsinformatik und digitale Medien (B.Sc.)

Master:
- Wirtschaftsinformatik (M.Sc.)

## Bekannte Absolventen
- Felix Binder (* 1977), Regisseur von u. a. Club der roten Bänder – Wie alles begann
- Felix Cramer (* 1974), Kameramann von u. a. Oktoberfest 1900
- Jens Döring (* 1978), Musiker, Designer und Hochschullehrer
- Jonas Friedrich (* 1980), Sportkommentator und Reporter[6]
- Florian Hager (* 1976), Intendant des Hessischen Rundfunks
- Achim Michael Hasenberg, Produzent und Regisseur von u. a. I Want to Run
- Dirk Lewandowski (* 1973), Professor für Informationswissenschaft und Information Retrieval an der Hochschule für Angewandte Wissenschaften Hamburg
- Torsten Haß (* 1970), deutscher Bibliothekar und Schriftsteller
- Alexandra Staib (* 1985), Filmschauspielerin, Redakteurin und Filmproduzentin
- Lea Wagner (* 1994), Journalistin und Fernsehmoderatorin[7]

## Bachelor- und Masterstudiengänge (Arts, Science, Engineering)
| Abschluss   | Bachelorstudiengänge                                                                            | Abschluss               | Masterstudiengänge                                                                                             |
| ----------- | ----------------------------------------------------------------------------------------------- | ----------------------- | --- |
| Arts        | Bibliothek und digitale Information                                                             | Arts                    | Crossmedia Publishing & Management (Vertiefungen: Publishing und Sportkommunikation)                           |
| Arts        | Crossmedia-Redaktion/Public Relations (Vertiefungen: Crossmedia-Redaktion und Public Relations) | Arts                    | Digital Design                                                                                                 |
| Arts        | Digital- und Medienwirtschaft                                                                   | Arts                    | Master of Media Research                                                                                       |
| Arts        | Informationsdesign                                                                              | Arts                    | Medienmanagement                                                                                               |
| Arts        | Integriertes Produktdesign                                                                      | Arts                    | Unternehmenskommunikation                                                                                      |
| Arts        | Media Entertainment                                                                             | Science                 | Audiovisual Media Creation and Technology                                                                      |
| Arts        | Mediapublishing                                                                                 | Science                 | Computer Science and Media                                                                                     |
| Arts        | Online-Medien-Management                                                                        | Science                 | Packaging Development Management                                                                               |
| Arts        | Social Media Marketing & Management (a)                                                         | Science                 | Wirtschaftsinformatik                                                                                          |
| Arts        | Werbung und Marktkommunikation                                                                  | Science                 | Data Science (b)                                                                                               |
| Science     | Medien- und Wirtschaftspsychologie                                                              | Business Administration | Business Management (b) (Vertiefungen: Corporate Communication, Digital Innovation und International Business) |
| Science     | Medieninformatik                                                                                | Business Engineering    | Intra- und Entrepreneurship (tech) (b)                                                                         |
| Science     | Mobile Medien                                                                                   |                         | |
| Science     | Wirtschaftsinformatik und Digitale Medien                                                       |                         | |
| Science     | Wirtschaftsingenieurwesen Medien                                                                |                         | |
| Engineering | Audiovisuelle Medien                                                                            |                         | |
| Engineering | Deutsch-Chinesischer Studiengang Medien und Technologie                                         |                         | |
| Engineering | Print Media and Packaging Technologies (a)                                                      |                         | |
| Engineering | Verpackungstechnik                                                                              |                         | |

## Initiativen
Die Hochschule der Medien beheimatet mehrere medienbezogene Initiativen und Angebote. Dazu zählen:
- Die Big Band der Hochschule der Medien MAJAM[9]
- das Studierendenfernsehen stufe[10]
- Horads 88,6 –  gemeinsames Hochschulradio der Universitäten und Hochschulen in Stuttgart und Ludwigsburg[11]
- die Lehrredaktion edit.Lab und das von der Redaktion gestaltete edit.Magazin[12]
- das Hochschulmagazin Vielseitig[13]